# Viola Desmond
Viola Irene Desmond (Halifax, 6 luglio 1914 – New York, 7 febbraio 1965) è stata un'imprenditrice canadese discendente dagli afroamericani della Nuova Scozia. Nel 1946 sfidò la segregazione razziale in un cinema di New Glasgow, in Nuova Scozia, rifiutando di lasciare una zona bianca del Roseland Theatre. Per questo fu condannata per una piccola violazione fiscale per la differenza di prezzo di un centesimo tra il posto che aveva pagato e il posto che aveva occupato, che risultava più costoso. Il caso di Desmond è uno degli episodi più pubblicizzati di discriminazione razziale nella storia canadese e ha contribuito a dare il via al moderno movimento per i diritti civili in Canada. Nel 2010, alla Desmond è stato concesso un perdono postumo, il primo ad essere concesso in Canada. Il governo della Nuova Scozia si è scusato per averla processata per evasione fiscale e ha ammesso che Desmond stava legittimamente resistendo alla discriminazione razziale. Nel 2016, la Bank of Canada ha incorrettamente annunciato che Desmond sarebbe stata la prima donna canadese a comparire sul fronte di una banconota canadese, ma quell'onore è andato ad Agnes Macphail, che è apparsa insieme a tre uomini una piccola nota commemorativa pubblicata nel 2017 in occasione del 150º anniversario della Confederazione.
Alla fine del 2018, la Desmond divenne comunque la prima donna canadese a comparire da sola su una banconota canadese: una banconota da $ 10 che fu svelata dal ministro delle finanze Bill Morneau e dal governatore della Banca del Canada, Stephen Poloz, durante una cerimonia presso la Halifax Central Library, l'8 marzo 2018. Desmond è stata anche nominata personaggio storico nazionale nel 2018.

## Biografia

### Infanzia e adolescenza
Viola Desmond (nata Davis) è nata il 6 luglio 1914, uno dei dieci figli di James Albert e Gwendolin Irene (nata Johnson) Davis. Viola è cresciuta con i genitori che erano attivi nella comunità nera di Halifax, in Nuova Scozia, nonostante sua madre fosse bianca e suo padre nero, il fatto risultava inusuale per l'epoca.

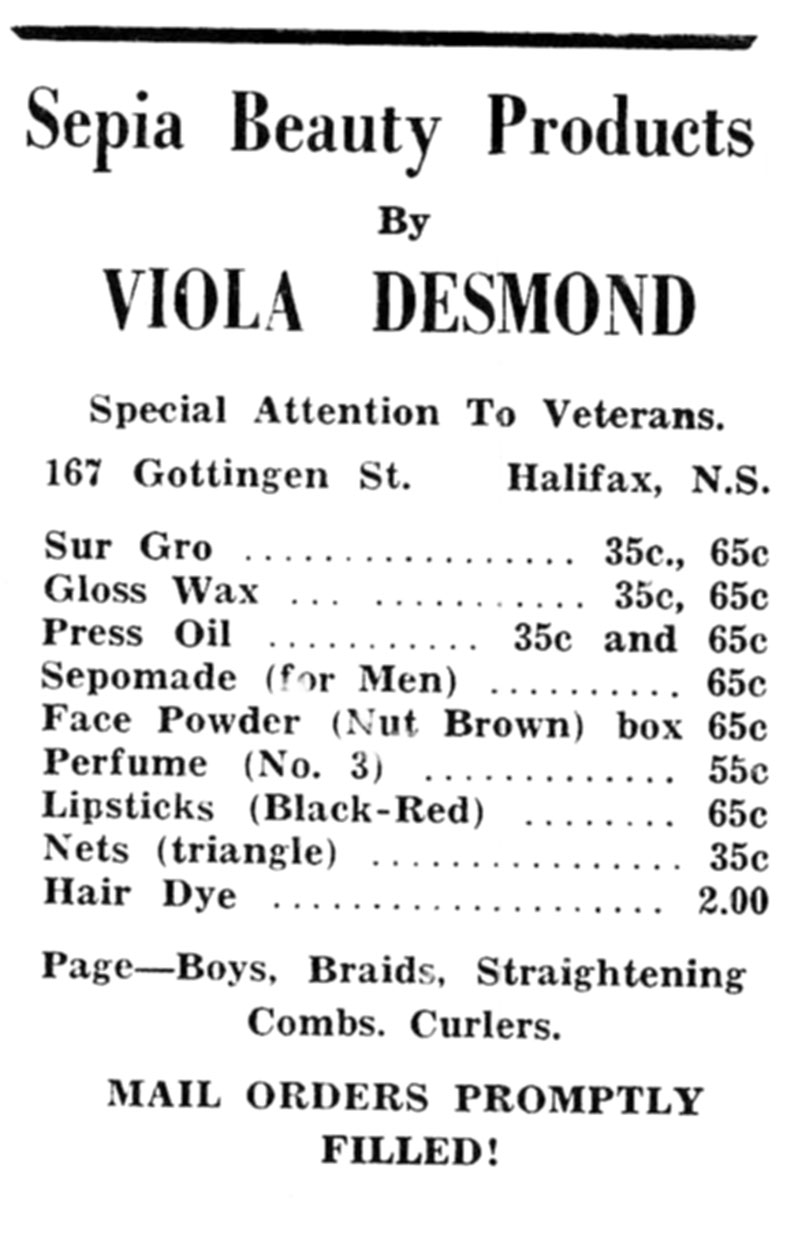
Listino prezzi dei prodotti della Desmond.

### Contro le discriminazioni

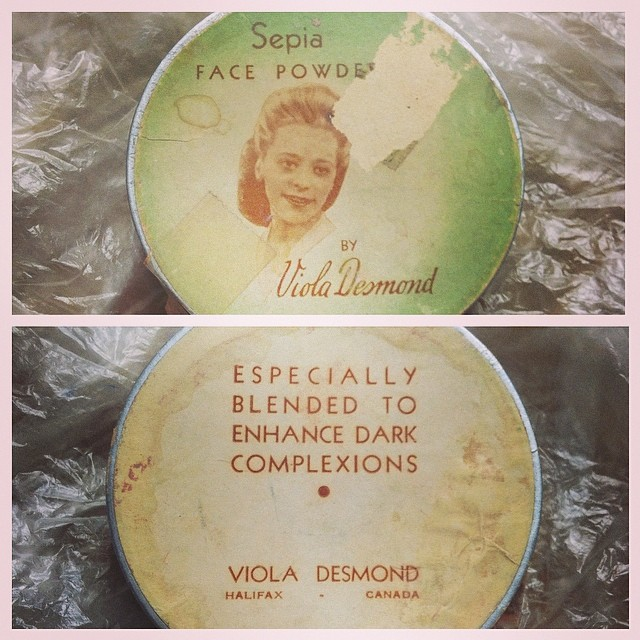
Una confezione di cipria della linea di prodotti di Viola Desmond

Crescendo, Desmond notava l'assenza di prodotti professionali per la cura della pelle e delle pelli per le donne nere e si interesso sul come affrontarne il bisogno. Essendo di discendenza africana, non le fu permesso di allenarsi per diventare un'estetista ad Halifax, così partì e frequentò un corso di estetista a Montréal, Atlantic City e in una delle scuole di bellezza di Madam C.J. Walker a New York. Dopo aver terminato il suo tirocinio, Desmond tornò a Halifax per iniziare l'attività di parrucchiera. Tra i suoi clienti c'erano Portia White e una giovane Gwen Jenkins, in seguito la prima infermiera nera in Nuova Scozia.
Oltre al salone, Desmond aveva aperto la Desmond School of Beauty Culture in modo che le donne di colore non dovessero viaggiare per ricevere una formazione adeguata. Per le donne della Nuova Scozia, del New Brunswick e del Quebec, la scuola operava con un quadro di integrazione verticale. Agli studenti venivano fornite le competenze necessarie per aprire le proprie attività e fornire lavoro ad altre donne di colore all'interno delle proprie comunità. Ogni anno fino a quindici donne si diplomavano alla scuola, a cui era stata negata l'ammissione alle scuole di formazione dei bianchi. Desmond aveva anche avviato la sua linea di prodotti di bellezza, Vi's Beauty Products, che commercializzava e vendeva in proprio.

### L'arresto

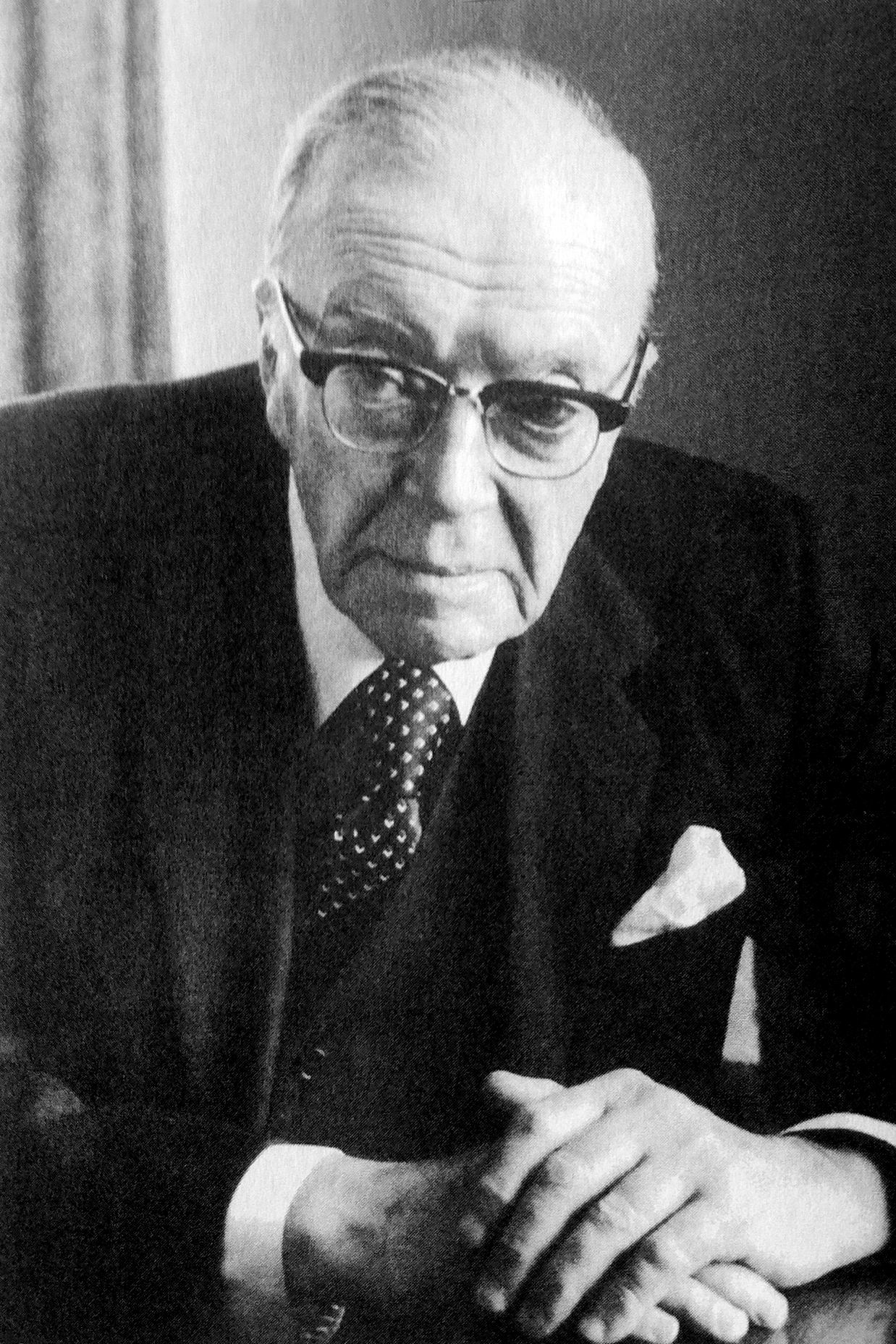
Frederick William Bissett, avvocato di Viola.

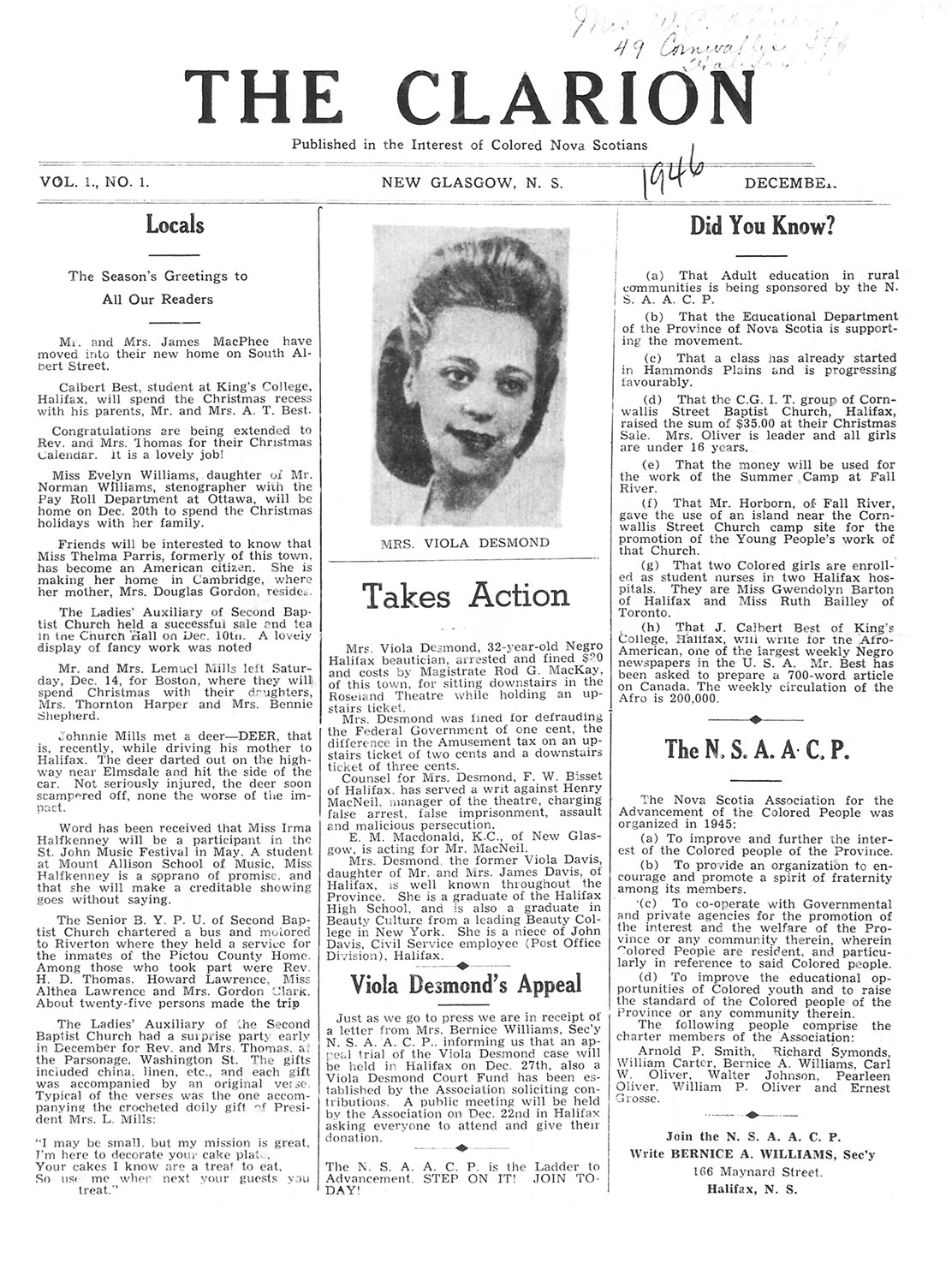
Articolo su Viola Desmond, del The Clarion.

Viola si sposò con Jack Desmond, unendo la sua attività col negozio di barbiere del marito, attivo a Gottingen Street. L'8 novembre 1946, mentre era in viaggio d'affari a Sydney per vendere i suoi prodotti di bellezza, la macchina di Viola Desmond si ruppe a New Glasgow. Le fu detto che avrebbe dovuto aspettare un giorno prima che si potesse risolvere il problema e attendere che i pezzi di ricambio diventassero disponibili. Per passare il tempo, andò a vedere The Dark Mirror con Olivia Havilland al Roseland Film Theatre. Non c'erano leggi formali che imponessero la segregazione nei cinema di New Glasgow, e il teatro non aveva alcun cartello che ne comunicasse la politica di razza, ma in realtà i posti del piano principale erano riservati ai patroni bianchi. La signora Desmond acquistò un biglietto al balcone ignara della segregazione e, essendo miope, andò a sedersi nella sezione del piano principale, per stare più vicina allo schermo. Quando le fu di trasferirsi, capì cosa stava succedendo e si rifiutò di muoversi perché aveva una vista migliore dal piano principale. Poi fu cacciata forzatamente dal teatro, provocandole lesioni alla sua anca e fu arrestata, rimanendo per 12 ore in carcere, con una multa di $ 20. La tassa sul prezzo del secondo piano, di 20 centesimi, era di due centesimi; la tassa sul prezzo del piano sottostante di 40 centesimi, era di tre centesimi. Fu condannata per aver privato il governo di un centesimo in tasse. Desmond fu tenuta in carcere durante la notte e non fu mai informata del suo diritto ad un avvocato o ad una cauzione. Al suo ritorno ad Halifax, Desmond parlò della faccenda con suo marito, che le consigliò di lasciar perdere. Tuttavia, ha poi chiesto consiglio ai capi della chiesa battista di Cornwallis Street, dove il parroco William Pearly Oliver e sua moglie Pearline l'avevano incoraggiata ad agire. Con il loro sostegno, Desmond decise di combattere l'accusa in tribunale.

### I processi
In seguito alla decisione di combattere l'accusa, Carrie Best pubblicò la storia di Desmond nella prima edizione di The Clarion, il primo giornale della Nuova Scozia di proprietà afroamericana.
Con l'aiuto della sua chiesa e dell'Associazione Nova Scotia per l'Avanzamento dei Popoli Neri (NSAACP), Desmond ingaggiò un avvocato, Frederick William Bissett, che la rappresentò nei processi criminali e tentò, senza successo, di presentare una causa contro il Roseland Theatre.
Durante i successivi processi, il governo aveva insistito nel sostenere che si trattava di un caso di evasione fiscale. Un atto provinciale che regolava cinema e sale cinematografiche richiedeva il pagamento di una tassa di divertimento in base al prezzo del biglietto del teatro. Dal momento che il teatro acconsentiva solo di vendere a Desmond un biglietto per il piano più economico, ma lei insistette nel sedersi sul più costoso parterre, aveva evaso un centesimo di tassa. Lo statuto utilizzato per condannare Desmond non conteneva un linguaggio esplicitamente razzista o discriminatorio.
La decisione di Bissett di optare per un riesame giudiziario piuttosto che appellarsi alla condanna originale si rivelò disastrosa. L'avvocato di Desmond avaeva cercato di appellarsi alla decisione sulla base del fatto che venne accusata ingiustamente di evasione fiscale, non sulla base della discriminazione razziale. Quando il caso venne respinto, il giudice William Lorimer Hall dichiarò:
(Giudice William Lorimer Hall, respingendo la causa di Desmond.)
Il suo avvocato, Bissett, rifiutò di fatturare la Desmond e il denaro venne utilizzato per sostenere la nuova Associazione Nova Scotia del Dr. William Pearly Oliver per l'Avanzamento dei Popoli Neri.

### I suoi ultimi anni
Dopo il processo, Desmond chiuse la sua attività e si trasferì a Montréal dove poté iscriversi in un college d'affari. Alla fine si stabilì a New York, dove morì a causa di un'emorragia gastrointestinale, il 7 febbraio 1965, all'età di 50 anni. È sepolta al Camp Hill Cemetery di Halifax, in Nuova Scozia.
Desmond è spesso paragonata a Rosa Parks, dato che entrambi hanno sfidato il razzismo prendendo posti in una sezione riservata ai bianchi e hanno contribuito all'ascesa del movimento per i diritti civili. Allo stesso tempo, ci sono differenze significative tra le due figure. Desmond viveva in un contesto legislativo diverso rispetto a Parks, dato che in Canada non c'erano le leggi di Jim Crow. La decisione di sedersi ai posti davanti nell'autobus era un atto di disobbedienza civile contro le leggi di Jim Crow che sostenevano la segregazione sui mezzi pubblici. Al contrario, Desmond stava protestando invece contro l'appoggio di un proprietario di un teatro privato alla segregazione, che non erano supportati dalle leggi provinciali.
William Pearly Oliver, attivista afroamericano, dichiarò:
(W. P. Oliver, sul caso Desmond.)